# Chromogobius

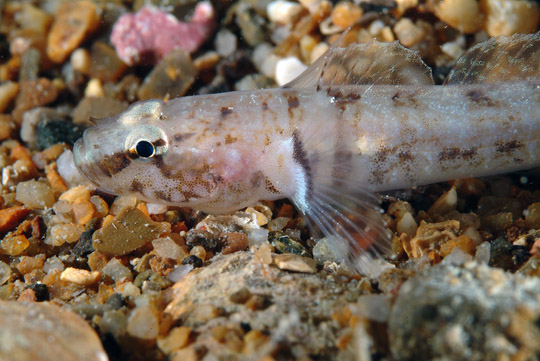
Chromogobius zebratus

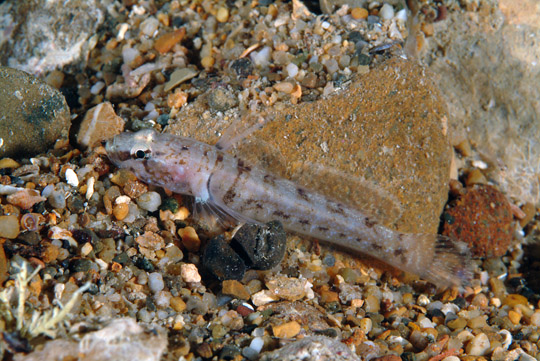
Chromogobius zebratus

Chromogobius  é um género de peixe da família Gobiidae e da ordem Perciformes.

## Espécies
- Chromogobius britoi (Van Tassell, 2001)[3]
- Chromogobius quadrivittatus (Steindachner, 1863)[4]
- Chromogobius zebratus (Kolombatovic, 1891)[5][6][7][8][9][10][11][12]